# Deutsch-Britischer Yacht Club
Der Deutsch-Britische Yacht Club (DBYC) ist ein Berliner Segelclub an der Unterhavel, der erst unter dem Namen United Services Yacht Club und später als British Berlin Yacht Club 1947 von Angehörigen der britischen Streitkräfte in Berlin-Kladow gegründet wurde.

## Geschichte
Die wechselvolle Geschichte des Deutsch-Britischen Yacht Clubs (DBYC) ist eng mit der Geschichte (West-)Berlins verbunden und beginnt bereits im Jahr 1947 mit der Gründung des United Forces Sailing Club in Berlin und des United Services Yacht Club. Während der Blockade Berlins und der Luftbrücke der Alliierten wurde West-Berlin vom Clubgelände aus durch die Royal Air Force mit Treibstoff versorgt. Vor dem Clubgelände landeten Flugboote der Britischen Schutzmacht zur Versorgung Berlins. 1952 wurde der British Berlin Yacht Club (BBYC) gegründet. Im Jahr 1970 wurden die ersten deutschen Mitglieder aufgenommen.
Terroristen der Bewegung 2. Juni verübten am 2. Februar 1972 einen Sprengstoffanschlag auf den (damals noch) BBYC, bei dem der Bootsbauer Erwin Beelitz verstarb. Bis heute konnte kein Täter ermittelt werden.
Nach 1989 wurde klar, dass die Alliierten früher oder später Berlin verlassen würden. So wurde 1991 noch innerhalb des BBYC in der Absicht, die Tradition des BBYC im Hinblick auf Völkerverständigung und Bi-Nationalität im besten Sinne fortzuführen, der Deutsch-Britische Yacht Club gegründet.

## Aktivitäten

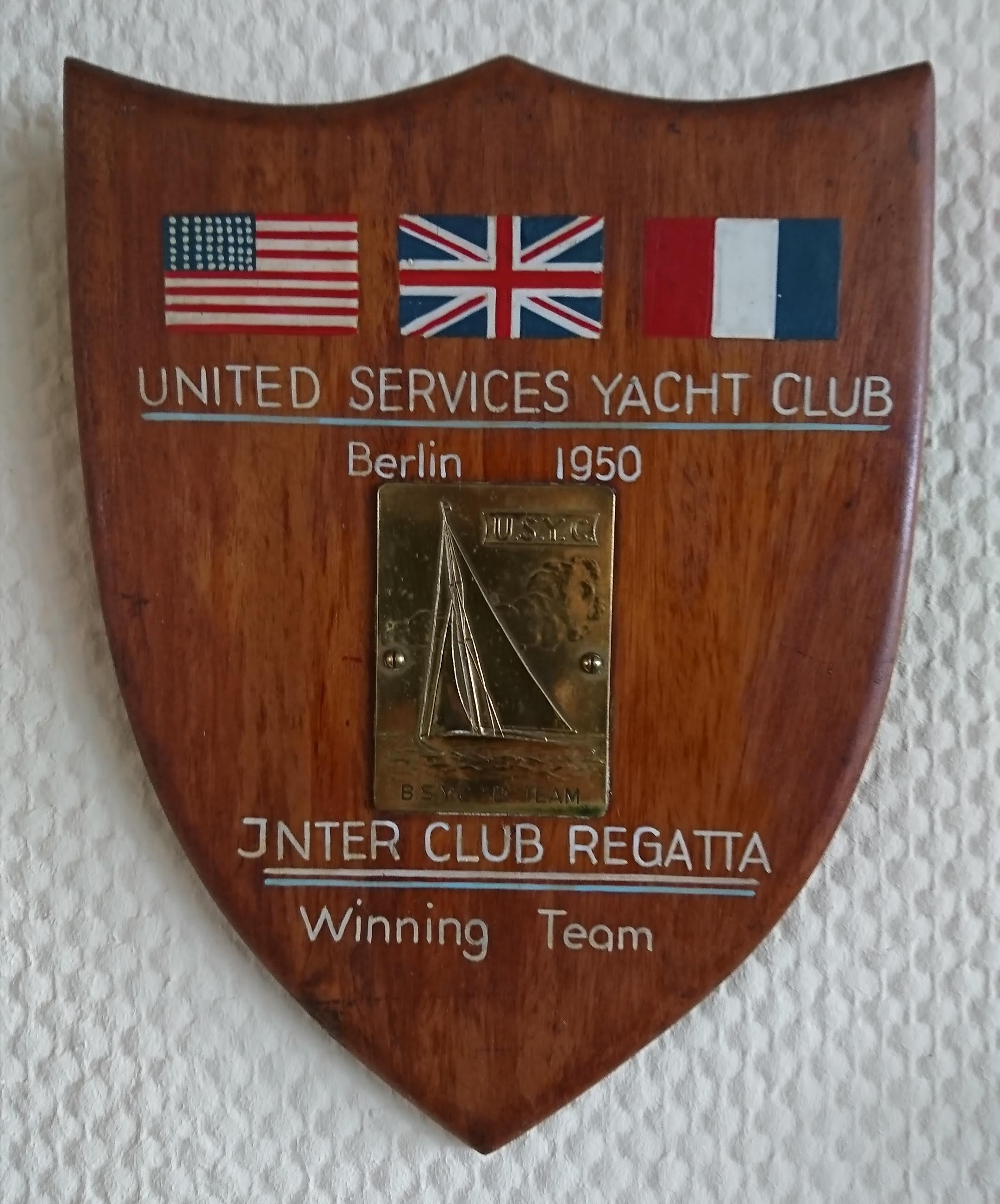

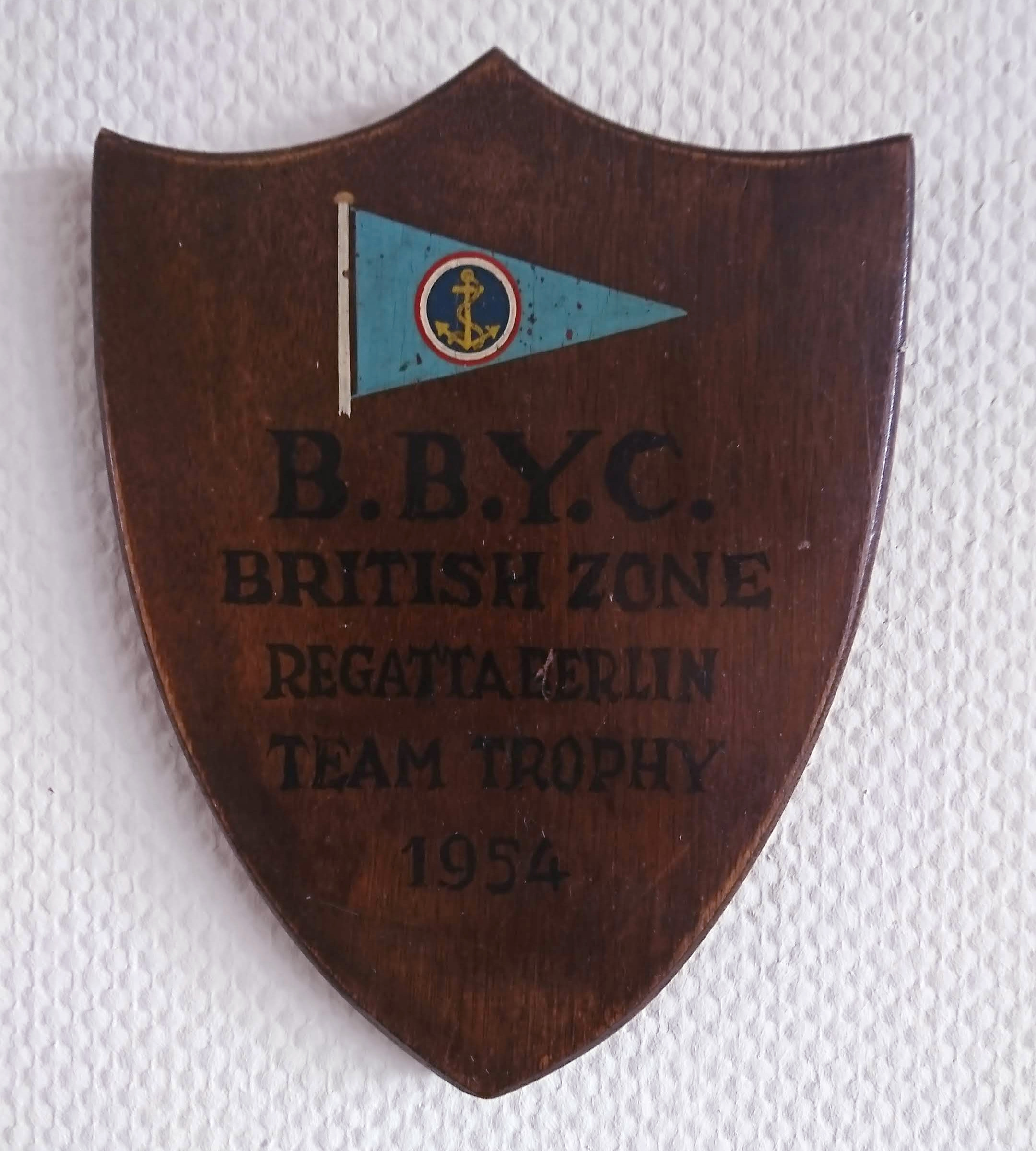

Seit 1960 wird vom DBYC zusammen mit dem American International Yacht Club Berlin (AIYCB) und dem Club Nautique Français de Tegel (CNFT) alljährlich die Tripartite Regatta ausgetragen, in der das besondere Verhältnis der drei westalliierten Schutzmächte gepflegt wird.
Weiter richtet der DBYC mehrere Yardstick und Klassenregatten aus, darunter die „Round the Island“ Serie im Frühjahr und Herbst, Berliner Meisterschaften für Schwertzugvogel und OK Jollen, sowie die Grand Slam Regatta im November.
Ein wichtiger Teil der Aktivitäten im DBYC konzentriert sich auf die seglerische Ausbildung von Kindern und Jugendlichen. Es wird ein Training in der Optimisten Klasse  sowie der 420 Klasse auf vereinseigenen Jollen angeboten.
Ein Erwachsenentraining findet ebenfalls auf vereinseigenen Booten statt. Hierfür werden je nach Qualifikation der Teilnehmer Randmeer Jollen, Schwertzugvogel, Bosun oder ILCA (Laser) genutzt.